# Distrito de Paita
El distrito de Paita es uno de los siete distritos de la provincia de Paita ubicada en el departamento de Piura en el norte del Perú. Limita por el norte con el distrito de Colán; por el este con el distrito de La Huaca; por el sur con la provincia de Sechura; y por el oeste con el océano Pacífico.
Desde el punto de vista jerárquico de la Iglesia católica, forma parte de la arquidiócesis de Piura.

## Historia
El distrito fue creado mediante Ley del 30 de marzo de 1861, cuando se creó la Provincia de Paita, en el gobierno del Presidente Ramón Castilla.[cita requerida]

## Geografía
Tiene una extensión de 762,76 km² y una población estimada superior a los 130 739 habitantes. En su territorio se extiende la ciudad de Paita, capital del distrito y de la provincia.

## Autoridades

### Municipales
- 2019 - 2022[2]
  - Alcalde: Teodoro Edilberto Alvarado Alayo, de Acción Popular.
  - Regidores:

  1. Huber Wilton Vite Castillo (Acción Popular)
  2. Enrique Silva Zapata (Acción Popular)
  3. Emmanuel Calderón Ruiz (Acción Popular)
  4. Maura Esther Benites Martell (Acción Popular)
  5. Rosa María Torres Carrión (Acción Popular)
  6. Florencio De la Cruz Chumo Ipanaque (Acción Popular)
  7. Antony Paul Martínez Querevalú (Acción Popular)
  8. Teodora Mery Flores De Castañeda (Región para Todos)
  9. Eleuterio Edgardo Velazco Cornejo (Región para Todos)
  10. Manuel Gilmar Chunga Saavedra (Movimiento Independiente Fuerza Regional)
  11. Julio Arnaldo Espinoza Gómez (Partido Democrático Somos Perú)

### Policiales
- Comisario: Capitán PNP Jhon Melgarejo Injante.